# Шмельц
Шмельц (нім. Schmelz) — сільська громада в Німеччині, знаходиться в землі Саар. Входить до складу району Саарлуї.
Площа — 58,64 км2. Населення становить 16 136 ос. (станом на 31 грудня 2021).